# Джонатан Юбердо
Джонатан Юбердо́ (фр. Jonathan Huberdeau; 4 червня 1993, м. Сен-Жером, Канада) — канадський хокеїст, лівий нападник. Виступає за «Флорида Пантерс» у Національній хокейній лізі.
Виступав за «Сент-Джон Сі-Догс» (QMJHL), «Флорида Пантерс».
В чемпіонатах НХЛ — 196 матчів (38+75), у турнірах Кубка Стенлі — 0 матчів (0+0). 
У складі національної збірної Канади учасник чемпіонату світу 2014 (8 матчів, 1+4). У складі молодіжної збірної Канади учасник чемпіонатів світу 2012 і 2013. 
Досягнення
- Бронзовий призер молодіжного чемпіонату світу (2012)
- Чемпіон QMJHL (2011, 2012)

Нагороди
- Пам'ятний трофей Колдера (2013)
- Трофей Гі Лафлера (2011) — MVP плей-оф QMJHL
- Трофей Поля Дюмонта (2012) — особистість року QMJHL
- Друга команда всіх зірок НХЛ — 2021.